# Эйидже, Семави
Мустафа Семави Эйидже (9 декабря 1922, Стамбул — 28 мая 2018, там же) — турецкий искусствовед, педагог и археолог, специализировался на византийском и османском периодах. Считается одним из первых византинистов Турции.

## Биография
Родился в стамбульском районе Кадыкёй. Его родители были родом из Амасры. Семави Эйидже вырос в Стамбуле. Он окончил начальную и среднюю французские школы в Кадыкёе. В 1943 году Эйидже окончил Галатасарайский лицей в Бейоглу.
Во время Второй мировой войны Семави Эйидже занимался изучением немецкого языка в Германии. В 1945 году он был вынужден покинуть Берлин и эвакуироваться в Данию и Швецию. В том же году он вернулся в Турцию и занялся изучением искусства в Стамбульском университете. Эйидже окончил университет в 1948 году, его выпускная работа была посвящена стамбульским минаретам.
В 1963 году Семави Эйидже основал при Стамбульском университете кафедру Византийского искусства. Эйидже приглашали читать лекции в университете Хаджеттепе, университете Изобразительных искусств Мимара Синана, Сорбонне, университетах Женевы и Болоньи.
После 1946 года Эйидже опубликовал 15 книг и более 500 научных работ. Его библиотека, состоящая из 30 тысяч книг и включающая не только работы, посвящённые византийскому искусству, но и книги об истории, искусстве и литературе Турции и Османской империи, хранится в Стамбульском исследовательском университете.
Умер 28 мая 2018 года в госпитале при университете Мальтепе в Стамбуле.
Эйидже являлся членом целого ряда институтов, включая Германский археологический институт. В 1954 году он был награждён орденом Почётного легиона.

### Личная жизнь
С 1954 года Семави Эйидже был женат на Камран Ялгын.